# David Politzer
Hugh David Politzer (New York, 31 augustus 1949) is een Amerikaans natuurkundige die in 2004 de Nobelprijs voor de Natuurkunde kreeg samen met David Gross en Frank Wilczek "voor hun ontdekking van asymptotische vrijheid in de theorie van de sterke wisselwerking."

## Biografie
Politzer werd geboren in New York in een familie van Hongaarse afkomst. Hij studeerde in 1966 af aan de Bronx High School of Science, ontving zijn bachelordiploma aan de Universiteit van Michigan in 1969 en promoveerde in 1974 aan de Harvard-universiteit onder Sidney Coleman.
In zijn eerste gepubliceerde artikel, dat in 1973 verscheen, beschreef Politzer het fenomeen van asymptotische vrijheid: hoe dichter quarks bij elkaar komen, hoe zwakker de wisselwerking (of kleurlading) wordt. Wanneer twee quarks elkaar extreem naderen wordt de kernkracht tussen quarks zó zwak dat ze zich bijna gedragen als vrije deeltjes. Dit fenomeen, dat onafhankelijk van Politzer rond dezelfde periode ook door Gross en Wilczek werd ontdekt, was een belangrijke stap voor de ontwikkeling van de kwantumchromodynamica (QCD).
Politzer was junior fellow aan de Harvard Society of Fellows van 1974 tot 1977. Vervolgens ging hij naar het California Institute of Technology (Caltech), waar hij van 1979 tot 2004 hoogleraar in de theoretische fysica was en in 2004 Richard Chase Tolman hoogleraar in de theoretische fysica werd. Met Thomas Appelquist, speelde Politzer een centrale rol in de voorspelling van het bestaan van charmonium, een subatomair deeltje (meson) gevormd door een charmquark en een anticharmquark.
Politzer speelde een bijrol in Fat Man and Little Boy, een fictionele speelfilm over het Manhattanproject met Paul Newman en John Cusack.